# Отворено првенство Патаје 2011.
Отворено првенство Патаје 2011. био је професионални тениски турнир за жене, који се играо на отвореним теренима са тврдом подлогом. Турнир се играо 21. пут, и представљао је дио међународне серије турнира. Играо се у Патаји, на Тајланду, од 6. до 13. фебруара 2011.

## Учеснице

### Носиоци
| Држава   | Тенисерка          | Ранг | Носилац |
| -------- | ------------------ | ---- | ------- |
| Русија   | Вера Звонарјова    | 3    | 1       |
| Србија   | Ана Ивановић       | 19   | 2       |
| Русија   | Марија Кириленко   | 25   | 3       |
| Словачка | Данијела Хантухова | 32   | 4       |
| Италија  | Роберта Винчи      | 38   | 5       |
| Кина     | Пенг Шуеј          | 40   | 6       |
| Кина     | Ђе Џенг            | 43   | 7       |
| Италија  | Сара Ерани         | 44   | 8       |

### Остале учеснице
Тенисерке које су добиле специјалне позивнице организатора за учешће на турниру:
- Нораван Лертчивакарн
- Нича Лертпитаксинчаи
- Нуднида Луангнам

Тенисерке које су до главног жреба доспјеле играјући квалификације:
- Зарина Дијас
- Ксенија Палкина
- Галина Воскобоева
- Нунгнада Ванасук

## Побједнице

### Појединачно
Данијела Хантухова је побиједила  Сару Ерани 6–0, 6–2.

### Парови
Сара Ерани и  Роберта Винчи су побиједиле  Сун Шенган и  Џенг Ђе, 3–6, 6–3, [10–5].